# Microlophichthys microlophus
Microlophichthys microlophus es un pez que pertenece a la familia Oneirodidae. Se encuentra a una profundidad aproximada de 1050 metros (3440 pies) en los océanos tropicales y subtropicales.
Esta especie fue reconocida por primera vez en 1925, por el ictiólogo inglés Charles Tate Regan.

### Lectura recomendada
- ASIH, American Society of Ichthyologists and Herpetologists0 Ontogeny and systematics of fishes. Based on an international symposium dedicated to the memory of Elbert Halvor Ahlstrom, 15-18 August 1983, La Jolla, California. Spec. Publ. Am. Soc. Ichthyol. Herpetol. 1:ix, 760 p. (Ref. 63).
- Hureau, J.-C.0 La base de données GICIM : Gestion informatisée des collections ichthyologiques du Muséum. p. 225-227. In Atlas Préliminaire des Poissons d'Eau Douce de France. Conseil Supérieur de la Pêche, Ministère de l'Environnement, CEMAGREF et Muséum national d'Histoire naturelle, Paris. (Ref. 4517).
- Mundy, B.C.0 Checklist of the fishes of the Hawaiian Archipelago. Bishop Museum Bulletins in Zoology. Bishop Mus. Bull. Zool. (6):1-704. (Ref. 58302).
- Regan, C.T.0 New ceratioid fishes from the N. Atlantic, the Caribbean Sea, and the Gulf of Panama, collected by the 'Dana.'. Ann. Mag. Nat. Hist. (Ser. 9), 15(89):561-567. (Ref. 44404).
- Scott, W.B. and M.G. Scott0 Atlantic fishes of Canada. Can. Bull. Fish. Aquat. Sci. 219:731 p. (Ref. 5951).